# Klädsel: vardagsdräkt med revolver
Klädsel: vardagsdräkt med revolver (franska: Les tontons flingueurs) är en fransk-italiensk-tysk kriminalfilm från 1963 i regi av Georges Lautner.
Filmen är baserad på en roman av Albert Simonin och är en uppföljare till Grisbi – blod på guldet och Falskmyntarna.

## Rollista i urval
- Lino Ventura - Fernand Naudin
- Jacques Dumesnil - Louis "mexikanen"
- Sabine Sinjen - Patricia
- Horst Frank - Théo
- Bernard Blier - Raoul Volfoni
- Jean Lefebvre - Paul Volfoni
- Claude Rich - Antoine Delafoy
- Charles Regnier - Tomate
- Francis Blanche - Folage
- Robert Dalban - Jean